# التبني (الزراعة وتربية الماشية)
إن تبني (apadrinamiento في الإسبانية, وapadrinament في الكاتالونية, وparrainage في الفرنسية) نباتات المزارع أو الحيوانات هو إحدى طرق الرعاية التجارية  في قطاع الزراعة وتربية الماشية. فمن الممكن أن يصبح أي من نباتات المزرعة (مثل أشجار الكروم، وأشجار الزيتون، وأشجار البرتقال، وأشجار اللوز، وأشجار التفاح) أو حيواناتها (مثل: الأبقار، والخراف، والخنازير) موضعًا للتبني أو الاقتناء.
وبالحديث عن الجانب الشعوري، تعمل فكرة التبني على خلق علاقات صداقة متبادلة بين المستهلك النهائي وقطاع الزراعة. كما تتوافق مثل هذه الرعاية مع المنطق الاقتصادي حيث إن تكلفة ما تشمله من طلبياتٍ لاحقة أو بيعٍ مقدم للمحاصيل (كالفاكهة، والنبيذ، والزيت النباتي) أو المنتجات الحيوانية (مثل الألبان، والبيض، واللحوم) تتناسب مع المقابل المادي المدفوع؛ ففي كثيرٍ من الأحيان تقل الأسعار عن السوق، وذلك لأن قنوات التوزيع بين المزارع والمستهلك تصبح قصيرة إن لم تكن مباشرة.
يتميز مثل هذا التبني بطبيعته المختلطة - حيث إنه يجمع بين البضائع المادية والخدمات غير المادية. وعادةً ما يتضمن جانب الخدمات التردد على المزرعة، والمشاركة في المهام الإنتاجية، أو قد يتضمن تحديثات دائمة للنشرات الإخبارية المتعلقة بصحة النباتات والحيوانات.